# NGC 4358
NGC 4358 é uma galáxia lenticular (S0) localizada na direcção da constelação de Ursa Major. Possui uma declinação de +58° 23' 07" e uma ascensão recta de 12 horas, 24 minutos e 02,1 segundos.
A galáxia NGC 4358 foi descoberta em 17 de Abril de 1789 por William Herschel.